# João de Deus Pinheiro
João de Deus Rogado Salvador Pinheiro, född 11 juli 1945 i Lissabon, är en portugisisk politiker och medlem i det liberal-konservativa partiet Partido Social Democrata.
Pinheiro var utbildnings- och kulturminister 1984-1986 och utrikesminister 1987-1993 i Mário Soares och Aníbal Cavaco Silvas ministärer. Därefter utnämndes han till EU-kommissionär och ansvarade för förbindelser med Europaparlamentet och medlemsstaterna, kommunikation och information samt för kulturella och audiovisuella frågor i Jacques Delors tredje kommission 1993-1994. I den efterföljande Santer-kommissionen ansvarade han för yttre förbindelser med Afrika, Västindien och Stilla havsområdet (AVS-länderna) samt Lomékonventionen. Han tvingades avgå 1999 tillsammans med resten av kommissionen sedan korruptionsanklagelser riktats mot några ledamöter (främst Édith Cresson). Han satt i Europaparlamentet 2004 till 2009 och var där vice ordförande i den konservativa gruppen Europeiska folkpartiets grupp (kristdemokrater) (EPP).

## Fotnoter
1. ↑  Munzinger Personen, Munzinger person-ID: 00000018805, läst: 9 oktober 2017.[källa från Wikidata]
2. ↑  Europaparlamentets ledamöter, Europaparlamentariker-ID: 28381, läst: 20 april 2022.[källa från Wikidata]
3. ↑  Portugals parlament ledamots-ID: 334.[källa från Wikidata]
4. ↑  Europaparlamentets ledamöter, Europaparlamentariker-ID: 28381.[källa från Wikidata]
5. ↑  BOE-ID: BOE-A-1987-27724.[källa från Wikidata]
6. ↑  ENTIDADES NACIONAIS AGRACIADAS COM ORDENS ESTRANGEIRAS - Página Oficial das Ordens Honoríficas Portuguesas (på engelska), läs online, läst: 28 oktober 2024.[källa från Wikidata]
7. 1 2  läs online, www.ordens.presidencia.pt .[källa från Wikidata]